# Sona Mehmandarova
Sona Mehmandarova est une femme azerbaïdjanaise qui a remporté le concours mondial de beauté en 1912. Elle a également été lauréate de concours de beauté organisés dans l'Empire russe.

## Biographie
Sona Mehmandarova est née en 1894 à Lankaran. Elle était la fille de Naghi béy Mehmandarov, le frère du ministre de la Défense de la république démocratique d'Azerbaïdjan, Samad béy Mehmandarov. Elle est décédée à Bakou.